# Maktoob
 (décemnbre 2016).
Maktoob (en arabe : مكتوب) est une compagnie arabe de services Internet, fondée à Amman en Jordanie, connue comme le premier fournisseur de service de courrier électronique arabe / anglais. Maktoob est un mot arabe qui signifie lettre, écrit ou destin. Le 25 août 2009, Yahoo! a annoncé qu'elle avait conclu un accord pour acquérir Maktoob, faisant ainsi de Maktoob le bras officiel de Yahoo dans la région MENA.

## Historique de la société
Maktoob a été fondée en 1998 par Samih Toukan et Hussam Khoury qui ont été en mesure d'introduire un service de courrier électronique avec un support en langue arabe pour l’échange de courriels quand aucun autre service de messagerie gratuit ne proposait une telle option. Ils ont également aidé les utilisateurs qui n'avaient pas de clavier arabe ou de navigateur web prenant en charge l'arabe pour envoyer et recevoir des courriels en utilisant un clavier virtuel qui était fait en utilisant le langage de programmation Java en plus d’investir dans des applis Java qui avaient un meilleur support en arabe.
Le succès initial de Maktoob et sa large base d'utilisateurs ont conduit la société à créer plusieurs services et plateformes de contenu introuvables auparavant en langue arabe. La messagerie instantanée et les cartes de vœux virtuelles ont été sur les premiers services développés à l'interne par l’entreprise. Depuis, Maktoob a diversifié ses services à travers des acquisitions et des développements internes pour atteindre près de 40 plateformes et services différents.
La réussite du portail Maktoob a conduit l'entreprise à démarrer de nouvelles entreprises en ligne :
- CashU pour gérer les paiements électroniques ;
- Souq.com pour les ventes aux enchères et le commerce électronique ;
- Www.tahadi.com pour les MMO / MMORPG ;
- Araby.com pour les recherches sur le web en arabe.

Maktoob Recherche reste le service phare de recherche en ligne fondé par Tamara Deprez et Sukar.com. Sukar.com, fondé par Saygin Yalcin, est le pionnier des clubs de magasinage en ligne et reste jusqu'à ce jour le plus grand, en taille et en renommée, au Moyen-Orient.

## Acquisition par Abraaj Capital
En juin 2005, le holding émirati Abraaj Capital a acheté 40 % des actions de la société au prix de 5,2 millions de dollars. La raison d'une telle acquisition (selon le site Web d'Abraaj) est que Maktoob a une base d'utilisateurs importante (plus de 4 millions). Un pas très justifié et ancré dans une philosophie de marketing qui voit « CashU comme une option de paiement en ligne dominante et un nom de marque fort. Souq.com a bénéficié pleinement d’une telle réputation et qui maintenant bénéficiera de l'exploitation du vaste réseau communautaire ».
En décembre 2007, Abraaj a vendu sa part à Tiger Global Management avec un taux de rendement de 75%.  

## Yahoo!
En 2009, Maktoob a été vendu à Yahoo! pour un montant estimé à 160 millions de dollars. Les services offerts par la compagnie sont :
- Yahoo! Maktoob Sport : Le premier de sport en langue Arabe[2] ;
- Yahoo! Maktoob Blog : Un service de création de blogs ;
- Yahoo! Maktoob As7ab Maktoob : Le premier réseau social en langue arabe ;
- Yahoo! Maktoob News : Un service d'informations ;
- Yahoo! Maktoob de recherche : Un moteur de recherche ;
- Yahoo! Maktoob Bentelhalal : Un service de demande de mariage ;
- Yahoo! Maktoob de voyage : Site de voyage dédié à la communauté arabe ;
- Yahoo! Maktoob Jeux : Un site de jeux avec support en langue arabe.